# Norbert Otto (Fußballspieler)
Norbert Otto (* 19. April 1957 in Bad Camberg) ist ein ehemaliger deutscher Fußballspieler.

## Karriere
Otto spielte beim RSV Würges, wo er bereits im Jugendbereich auflief. 1978 wechselte er für eine Spielzeit zu Viktoria Sindlingen, bevor er bei Eintracht Frankfurt anheuerte. Bei der Eintracht spielte er vorrangig bei den Amateuren in der Oberliga Hessen. Dort hatte der Stürmer seine erfolgreichste Zeit in der Saison 1981/82, in der er 18 Tore in der Oberliga erzielte und mit der Eintracht den dritten Platz in der Abschlusstabelle belegte. Zur gleichen Zeit gab er sein Profidebüt. Er absolvierte drei Bundesligaspiele für Frankfurt. 1982/83 spielte er beim 1. FSV Mainz 05, ab 1983 bei den Sportfreunden Eisbachtal, bei denen er bis 1992 blieb.